# Augnat
Augnat település Franciaországban, Puy-de-Dôme megyében. Lakosainak száma 196 fő (2022. január 1.). Augnat Apchat, Ardes, Madriat, Rentières és Saint-Gervazy községekkel határos.

## Népesség
A település népességének változása:
| Lakosok száma | 146  | 158  | 160  | 172  | 183  | 195  | 193  | 195  | 196  |
|               | 2013 | 2015 | 2016 | 2017 | 2018 | 2019 | 2020 | 2021 | 2022 |